# Лемешко, Евгений Филиппович
Евгений Филиппович Лемешко (укр. Євген Пилипович Лемешко; 11 декабря 1930, Николаев, Николаевская область, Украинская ССР, СССР — 2 июня 2016, Греция) — советский и украинский футболист и тренер, вратарь. Заслуженный тренер УССР (1974).

## Ранние годы
Начал заниматься футболом в 15 лет, когда в ремесленном училище, где Лемешко учился на кузнеца, организовали футбольную команду. Уже через год Лемешко попал в лучшую команду города — «Судостроитель» из Николаева. Первый тренер — Владимир Восковский.

## Карьера игрока
С сентября 1950 года Евгений Лемешко выступал за «Динамо» Киев. В 1959 году перешёл в «Авангард» Николаев, а в августе — в «Шахтёр» (Сталино), где в том же году получил травму мениска. Так в 29 лет из-за травмы Евгений Лемешко завершил карьеру футболиста и начал карьеру тренера.

## Тренерская карьера
В конце 1960 года Лемешко возглавил хмельницкое «Динамо», с которым в 1966 году становится серебряным призёром чемпионата УССР, в финале проиграв «Авангарду» из Жёлтых Вод. В 1966 году Евгения Лемешко пригласили главным тренером в «Карпаты» Львов. В 1967 году после ссоры с руководством Лемешко покинул клуб. В августе 1967 года возглавил черниговскую «Десну», которая выступала в классе «Б». Команда под его руководством провела 11 матчей в чемпионате. Через некоторое время возвратился тренировать хмельницкое «Динамо». В 1971 году Евгений Лемешко возглавил родной для него николаевский «Судостроитель», с которым в 1974 году стал победителем украинской зоны второй лиги чемпионата СССР. После неудачного выступления «Судостроителя» в переходном турнире за место в первой лиге Лемешко вышел в отставку, а через год перешёл в херсонский «Кристалл». Придя в фактически любительский коллектив, который готовился впервые выступить среди мастеров, Лемешко смог занять с херсонцами высокое пятое место.
В 1977 году Лемешко пригласили в харьковский «Металлист», который выступал во второй всесоюзной лиге. Через сезон Лемешко вывел команду в первую лигу. А уже в 1982 году «Металлист» под его руководством играл в высшей лиге. Венцом 12-летней работы Евгения Лемешко в «Металлисте» стало завоевание харьковскими футболистами 28 мая 1988 года Кубка СССР. В 1989 году Лемешко покинул «Металлист» и возглавил запорожское «Торпедо».
Евгений Лемешко воспитал большое количество футболистов, в том числе Юрия Сивуху, Юрия Тарасова, Игоря Кутепова и других.
По окончании карьеры тренера работал в должности инспектора ФФУ на матчах чемпионата и кубка Украины.

## Семья
Дочь Наталья Лемешко замужем за одним из самых результативных форвардов советского футбола Олегом Протасовым, ныне футбольным тренером. Сын Игорь Лемешко (1956 год рождения), от первого брака с Татьяной Георгиевной Лемешко (мастер спорта по спортивной гимнастике).

## Смерть
Умер 2 июня 2016 года в Греции, где проживал в последние годы.